# Gerhard Rosenfeld
Gerhard Rosenfeld (10. února 1931 Kaliningrad – 5. března 2003 Bergholz-Rehbrücke) byl německý hudební skladatel, jenž tvořil filmovou hudbu i operní díla.

## Život
Mezi roky 1952 a 1954 vystudoval na berlínské Humboldtově univerzitě hudební vědu, po níž pokračoval u Rudolfa Wagnera-Régenyho na Německé hudební univerzitě v rozšiřování znalostí v oblasti hudební teorie a kompozice. Poté ještě od roku 1958 až do roku 1961 studoval pod vedením Hannse Eislera a Leo Spiese na Akademii umění NDR. Po svých studiích přednášel v Mezinárodní hudební knihovně v Berlíně, dále hudební teorii na Německé univerzitě v Berlíně a navíc ještě filmovou hudbu na Německé akademii filmového umění Potsdam-Babelsberg.
V šedesátých letech 20. století patřil Rosenfeld mezi vyhledávané skladatele filmové hudby u filmové společnosti DEFA. Roku 1966 se osamostatnil a i nadále tvořil skladby pro filmy, dokumentární snímky či dětské pořady. Roku 1997 měla v dortmundském operním domě premiéru jeho opera „Kniefall in Warschau“ (v překladu Pokleknutí ve Varšavě), ke které napsal libreto Philipp Kochheim. Děj hudebního díla v devíti obrazech mapuje výrazné momenty života Willyho Brandta od jeho útěku do exilu až po závěr života. Ústřední scéna opery zachycuje kancléřovo pokleknutí před varšavským pomníkem v roce 1970.